# Seznam papežských almužníků
Toto je seznam papežských almužníků:
- Msgre. Augusto Silj (1906–1916)
- Msgre. Giovanni Battista Nasalli Rocca di Corneliano (1916–1921)
- Msgre. Carlo Cremonesi (1921–1935)
- Msgre. Giuseppe Migone (1935–1951)
- Msgre. Diego Venini (1951–1968)
- Mons. Antonio Maria Travia (1968–1989)
- Mons. Oscar Rizzato (1989–2007)
- Mons. Félix del Blanco Prieto (2007–2012)
- Mons. Guido Pozzo (2012–2013)
- Mons. Konrad Krajewski (od roku 2013)